# Tachiguishi-Retsuden
Tachiguishi-Retsuden (立喰師列伝, lit, Tachigui: Les increïbles vides dels estafadors de menjar ràpid) és una pel·lícula de comèdia d'animació japonesa de 2006 dirigida pel cineasta japonès Mamoru Oshii, que també va escriure la novel·la homònima en què es basava la pel·lícula. Ambdues obres formen part de la Kerberos Saga. Les adaptacions de pel·lícules d'acció en viu i manga es van produir uns mesos més tard al Japó.
El logotip Tachiguishi-Retsuden porta la menció Tachiguishi-Retsuden 1945-2006 A Mamoru Oshii Animation Film.

## Superlivemation
Tachiguishi-Retsuden és una pel·lícula d'animació d'estil documental creada amb una tècnica innovadora anomenada "Superlivemation". Oshii va experimentar per primera vegada amb aquesta tècnica 3D plana al seu llargmetratge d'acció en directe de 2001 Avalon com a efecte visual per a explosions al joc d'Ash, després la va desenvolupar, els anys següents, a tant els curtmetratges MiniPato com el joc PlayStation Portable. Els personatges tenen un cos petit i un cap gran que els fa semblar divertits. Estan animats com ninots de paper (ペープサート人形, papsart ningyou) i estan evolucionant en un entorn basat en imatges com els JibJab Brothers' (Gregg i Evan Spiridellis) dibuixos animats musicals, i.g. 2・0・5 Year In Review, encara que Mamoru Oshii va declarar que el seu propi treball era una "comèdia seriosa".
The Superlivemation consisteix en processar digitalment i després animar personatges i ubicacions d'estil de teatre de titelles de paper basades en fotografies reals. A Tachiguishi-Retsuden es van processar més de 30.000 fotografies 20 vegades, per produir el compost final a animar.
El director descriu la seva nova pel·lícula d'animació com una ambientació entre "una simple animació amb una informació extremadament intensa" i "una pel·lícula d'acció real amb una informació extremadament limitada".
El pòster d'estrena, que més tard es va utilitzar a l'OST i als vídeos, presenta diversos símbols de la cultura popular japonesa i la història moderna. En el sentit de les agulles del rellotge, un Boeing B-29 Superfortress passant, en referència al bombardeig nord-americà de les ciutats d'Hiroshima i Nagasaki el 1945, la Torre de Tòquio, que es va completar el 1958, el tren d'alta velocitat Shinkansen 0 Series, llançat el 1964, per fi, el personatge dempeus menjant un bol de gyudong és Foxy Croquette O-Gin, en referència al popular pràctica de tachigui.

## Saga Kerberos

### Urusei Yatsura: Hisatsu! Tachigui Wars!! (1984)
Foxy Croquette O-Gin (ケツネコロッケのお銀) i els Fast Food Grifters van aparèixer per primera vegada a l'episodi núm. 99 de la sèrie d'anime de Mamoru Oshii Urusei Yatsura (必殺！立ち食いウォーズ！！). basat sobre una història original de Rumiko Takahashi. Els personatges eren coneguts com "pro de tachigui" (立喰いのプロ) en comptes de "tachiguishi". La versió de doblatge en anglès titula Certain Death! Stand-Up Eating Contest (episodi #99).

### Akai Megane O Machi Tsutsu (1987)
Els Fast Food Grifters van trobar els Kerberos per primera vegada al radiodrama de 1987 Akai Megane O Machi Tsutsu' (紅い眼鏡を待ちつつ) de l'episodi d'assassinat de Cold Badger Masa.

### Akai Megane (1987)
Moongaze Ginji i Foxy Croquette O-Gin (xinès) apareixen a la pel·lícula d'imatge real de 1987 Akai Megane (紅い眼鏡).

### Kenrō Densetsu: Conclusion (1999)
Cold Badger Masa i Moongaze Ginji apareixen a la sèrie de manga de 1999 Kenrō Densetsu's (犬狼伝説 完結篇) Act 6.

### Onna Tachiguishi-Retsuden (2006)
Mamoru Oshi va dirigir un episodi spin-off Female Fast Food Grifter: Foxy Croquette O-Gin ~Struggle to Death in Palestine~. Aquest vídeo curt estava disponible com a DVD extra inclòs amb la revista Monthly Comic Ryu Vol.1 que es va publicar el 19 de setembre de 2006. A finals de desembre del mateix es va reeditar una edició minorista amb material addicional i un paquet de DVD normal.

### Kerberos & Tachiguishi (2006)
La sèrie de manga anomenada Kerberos & Tachiguishi: Young Lady's Abdomen Biological Clock (ケルベロスＸ立喰師 腹腹時計の少女, Keruberosu ekusu tachiguishi hara haradokei no shōjo) està en curs des del Monthly Comic Ryu (núm. 2) que es va publicar al Japó a finals de novembre de 2006. Implica Foxy Croquette O-Gin dins de l'univers Kerberos.

## Història

### Pròleg
Partint d'un enfocament proustià del menjar, Oshii intenta recrear 60 anys d'història dietètica japonesa en el seu "Documentari del Shōwa underground". Aquesta obra és en realitat una pel·lícula animació d'estil fals documental que pren en préstec i desenvolupa alguns elements clau del seu primer llargmetratge d'acció en directe de 1987, Akai Megane, per exemple, l’aixeca’t-i-menja (tachigui), el fons retro després de la Segona Guerra Mundial, els elements visuals i el guió avantguarda, i fins i tot el tema tachiguishi amb personatges que tornen com Moongaze Ginji.
A Akai Megane , el nou govern del totalitarista ha prohibit el tachigui a Tòquio l'any 1998. Bars per menjar , entre serveis populars com les botigues de conveniència, eren vists com una amenaça per a l'ordre públic per l'autoritat política assassina per la llibertat, per tant van ser prohibits o restringits. Tanmateix, encara hi ha alguns bars de tachigui il·legals al subsòl de la capital. Un dels motius pels quals s'han prohibit definitivament aquests bars és que estaven oberts de nit i que tant els propietaris com els clients eren sospitosos de participar en xerrades i reunions subversives.

### Argument
Un documental de ficció sobre el canvi d'hàbits alimentaris japonesos i els lladres colorits que estafen els restaurants que els serveixen. La pel·lícula comença amb els orígens de les parades de menjar japoneses després de la derrota dels països a la Segona Guerra Mundial. El primer estafador introduït és Moongaze Ginji. Demana soba, sopa de fideus amb un ou cru (també conegut com "Moongaze Soba"). Declara que el plat és una imitació d'un paisatge.
El cos principal de la pel·lícula segueix un patró previsible. S'introdueix un estafador, la seva preferència alimentària demostra el declivi continuat del menjar tradicional al Japó, i el seu embolic il·lustrat còmicament. S’inclouen a l'atzar són notícies populars d'esdeveniments que sempre posen l'accent en la pèrdua del Japó i el despotisme cultural i militar d'Amèrica i els seus aliats. Les vinyetes inclouen nens japonesos que esclaten per l'ús del cèrcol hula, empresaris borratxos que imiten Neil Armstrong, ja que les anomalies dels desastres naturals que coincideixen amb la transformació cultural en curs subratllen la pròpia naturalesa que rebutja els canvis al Japó. El suïcidi de Yukio Mishima també es coneix com un efecte. Mishima es va suïcidar per seppuku per il·lustrar el seu suport al Japó imperial i l'Emperador com a déu.
Un dels últims estafadors és Frankfuter Tatsu el monòleg del qual està censurat a cada frase perquè es refereix a Disney Land. "Només podia pensar en "beeeep-Land", declara una vegada i una altra. Està obsessionat amb la cultura nord-americana i alhora és censurat pels dèspotes del sistema legal nord-americà. Quan se li pregunta per què està tan interessat en Disney Land, diu que sap que està buida. i fals, però ple de tot, i res.

### Personatges
Personatges principals:
- Moongaze Ginji
- Foxy Croquette O-Gin
- Crying Inumaru
- Cold Badger Masa
- Beefbowl Ushigoro
- Hamburger Tetsu
- Medium Hot Sabu
- Frankfurter Tatsu
- Crepe Mami
- Baked Bean Pastry Amataro

Personatges secundaris:
- Tokumitsu Shinada
- Manager Kamiyama

## Estrenes

### Llibre
- 2004.02.XX: Tachiguishi-Retsuden (立喰師列伝) novel by Mamoru Oshii

Kadokawa Shoten, 287p., 19cm, ISBN 4-04-873516-0
- 2006.04.XX: Tachiguishi, Kaku Katariki. (立喰師、かく語りき。, Thus Spoke Tachiguishi) interview book by Mamoru Oshii

Tokuma Shoten, 254p., 19cm, ISBN 4-19-862160-8

### Àudio
- 2006.04.05: Tachiguishi-Retsuden O.S.T. (立喰師列伝) original soundtrack by Kenji Kawai (featuring e-mi)

Victor Entertainment, 24 tracks, VICL-61927

### Vídeo
- 2006.09.22: Tachiguishi Retsuden (立喰師列伝) DVD

Bandai Visual, 90min. Film, DVD9, DD5.1ch + DD2.0ch
- 2006.09.22: Tachiguishi Retsuden Collectors Set (立喰師列伝 コレクターズセット) L.E. 2DVD

Bandai Visual, 90min. Film, 2DVD9, DD5.1ch + DD2.0ch, Special Disc: 90min. Making Of, 192p. Script Replica, 62p. Collector Booklet

## Producció

### Estrelles convidades
Shoji Kawamori: Famós per Macross Plus, etc.
Kenji Kawai: Famós compositor de les pel·lícules de Mamoru Oshii (StrayDog, Patlabor the movie 2, GITS, Avalon) i dels videojocs Warp/Sega (Enemy Zero, Deep Fear), etc.
Kenji Kamiyama: Famós director de la sèrie de televisió Ghost in the Shell: Stand Alone Complex, etc.
Toshio Suzuki: etc.
Shinji Higuchi: etc.
Katsuya Terada: etc.

### Repartiment
Kaito Kisshoji (吉祥寺怪人): Moongaze Ginji (月見の銀二, Tsukimi no Ginji)
Mako Hyodo (兵頭まこ): Foxy Croquette O-Gin (ケツネコロッケのお銀, Ketsune Krocket no Ogin)
Mitsuhisa Ishikawa (石川光久): Crying Inumaru (哭きの犬丸, Naki no Inumaru)
Toshio Suzuki (鈴木敏夫): Cold Badger Masa (冷しタヌキの政, Hiyashi Tanuki no Masa)
Shinji Higuchi (樋口真嗣): Beefbowl Ushigoro (牛丼の牛五郎, Gyudon no Ushi-Goro)
Kenji Kawai (川井憲次): Hamburger Tetsu (ハンバーガーの哲, Hamburger no Tetsu)
Katsuya Terada (寺田克也): Frankfurter Tatsu (フランクフルトの辰, Frankfurt no Tatsu)
Shoji Kawamori (河森正治): Medium Hot Sabu (中辛のサブ, Chu-Kara no Sabu)
Fuyuki Shinada (品田冬樹): Tokumitsu Shinada
Kenji Kamiyama (神山健治): Manager Kamiyama

### Repartiment de veu
Koichi Yamadera (山寺宏一): Narrador, Inumaru, Tatsu, etc.
Mako Hyodo (兵頭まこ): O-Gin
Yoshiko Sakakibara (榊原良子): metge examinador, mare deTatsu, etc.
Fumihiko Tachiki (立木文彦): Ushigoro, Tetsu, Tokumitsu, Narrador de la prèvia, etc.